# Augusto Fernando de Prusia
Augusto Fernando de Prusia (en alemán: August Ferdinand von Preußen; Berlín, 23 de mayo de 1730-ibidem, 2 de mayo de 1813) fue un príncipe y general prusiano. Era hijo del rey Federico Guillermo I de Prusia y de su esposa, Sofía Dorotea de Hannover, y hermano menor del rey Federico II el Grande.

## Biografía
Desde 1762 hasta 1812 fue el Herrenmeister (o gran maestre) de la Orden de San Juan del Bailiazgo de Brandeburgo, un mandato más largo que cualquier otro de la Orden.
Contrajo matrimonio con su sobrina, Isabel Luisa de Brandeburgo-Schwedt, el 27 de septiembre de 1755, y tuvieron siete hijos. 

## Descendencia
- Federica Isabel Dorotea Enriqueta Amalia (1761-1773), princesa de Prusia.
- Federico Enrique Emilio Carlos (1769-1773), príncipe de Prusia.
- Federica Dorotea Luisa Filipina (1770-1836), princesa de Prusia. Casada con el príncipe Antoni Radziwiłł.
- Enrique Federico Carlos Luis (1771-1790).
- Federico Cristián Luis Fernando (1772-1806).
- Federico Pablo Augusto (1776).
- Federico Guillermo Enrique Augusto (1779-1843).